# Otročice
Otročice (Duits: Wotrotschitz) is een Tsjechische plaats in de gemeente Čechtice, regio Midden-Bohemen, en maakt deel uit van het district Benešov. Het dorp ligt op 2 kilometer afstand van Čechtice.
Otročice telt 103 inwoners (2021).

## Geschiedenis
De eerste schriftelijke vermelding van het dorp dateert van 1366.
In 1960 werd Otročice, samen met Čechtice, ingedeeld bij het district Benešov.

## Verkeer en vervoer

### Autowegen
Er leidt een regionale weg naar het dorp.

### Spoorlijnen
Er is geen station in Otročice. Het dichtstbijzijnde station is in Zdislavice, op zo'n negen kilometer afstand. Dat station ligt aan de spoorlijn van Benešov naar Vlašim.

### Buslijnen
Er is één bushalte vlak bij het dorp:
| Halte                      | Lijn(en)    | Traject(en)                                                             | Vervoerder(s)             |
| Čechtice, Rozchod Otročice | 406 842 849 | Pelhřimov - Praag-Roztyly Dolní Kralovice - Vlašim Čechtice - Načeradec | CŠAD Benešov CŠAD Benešov |

## Bezienswaardigheden
- Dorpskapel

## Galerij

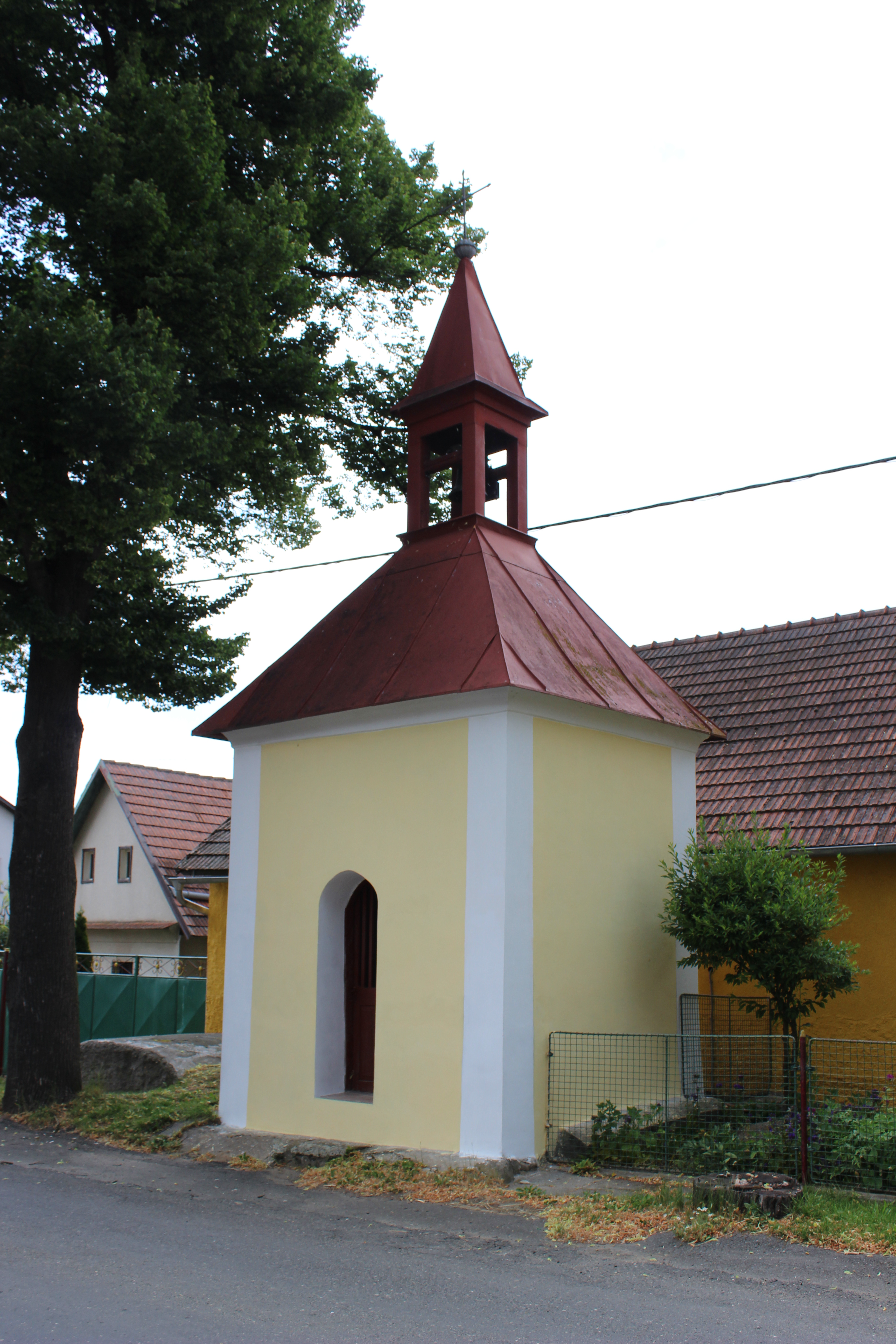
Dorpskapel (2014)
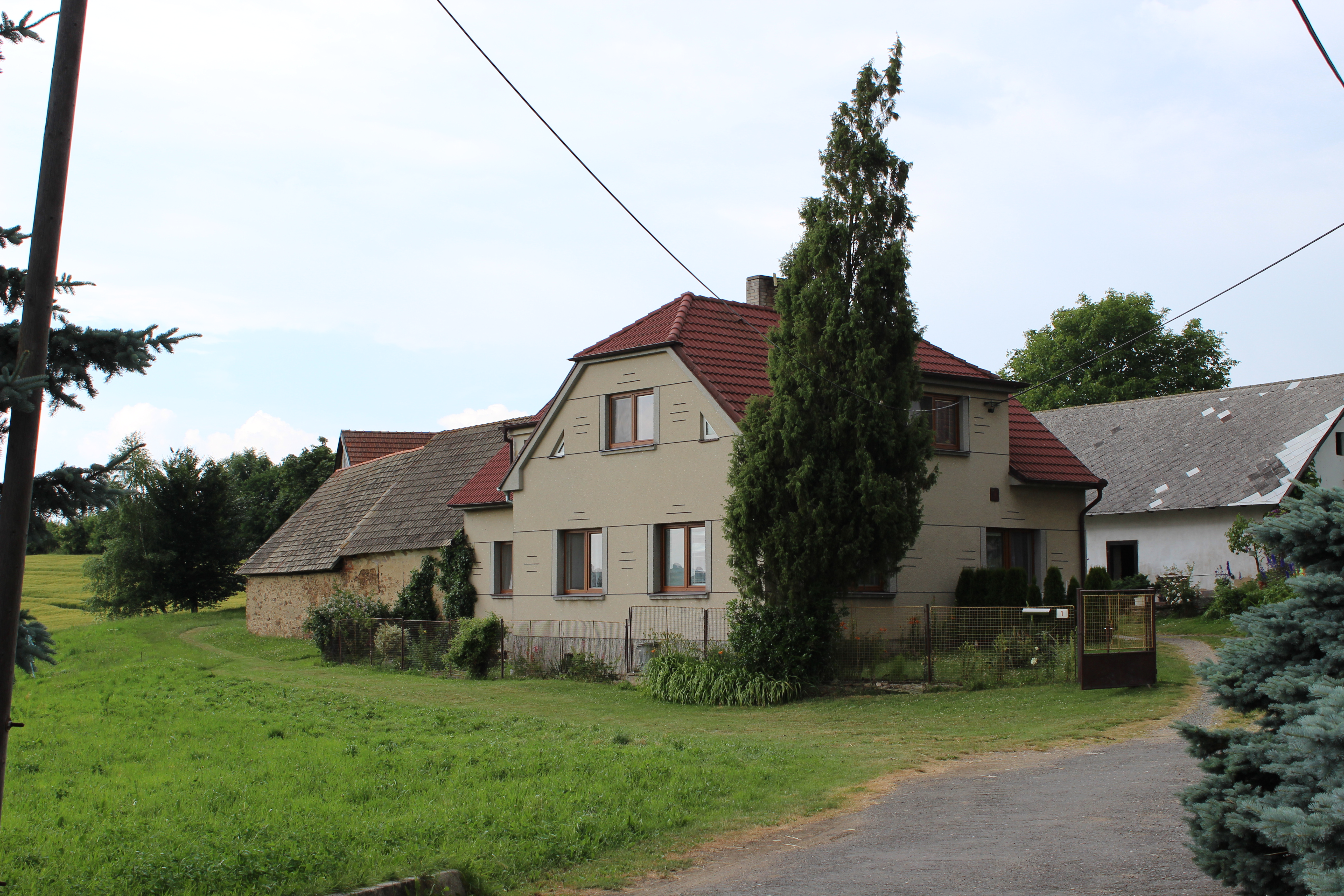
Huis in het dorp (2014)
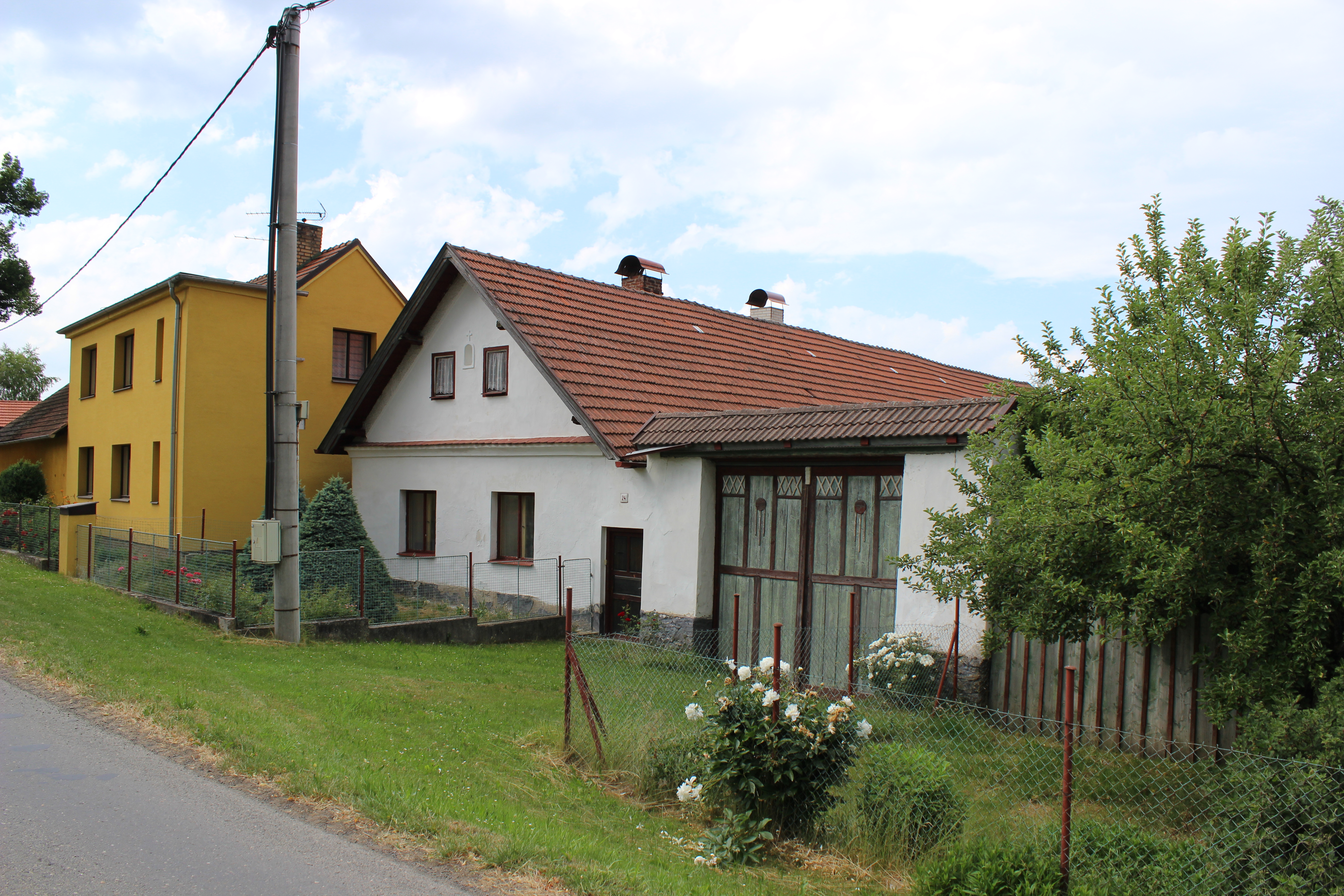
Huizen in het dorp (2014)
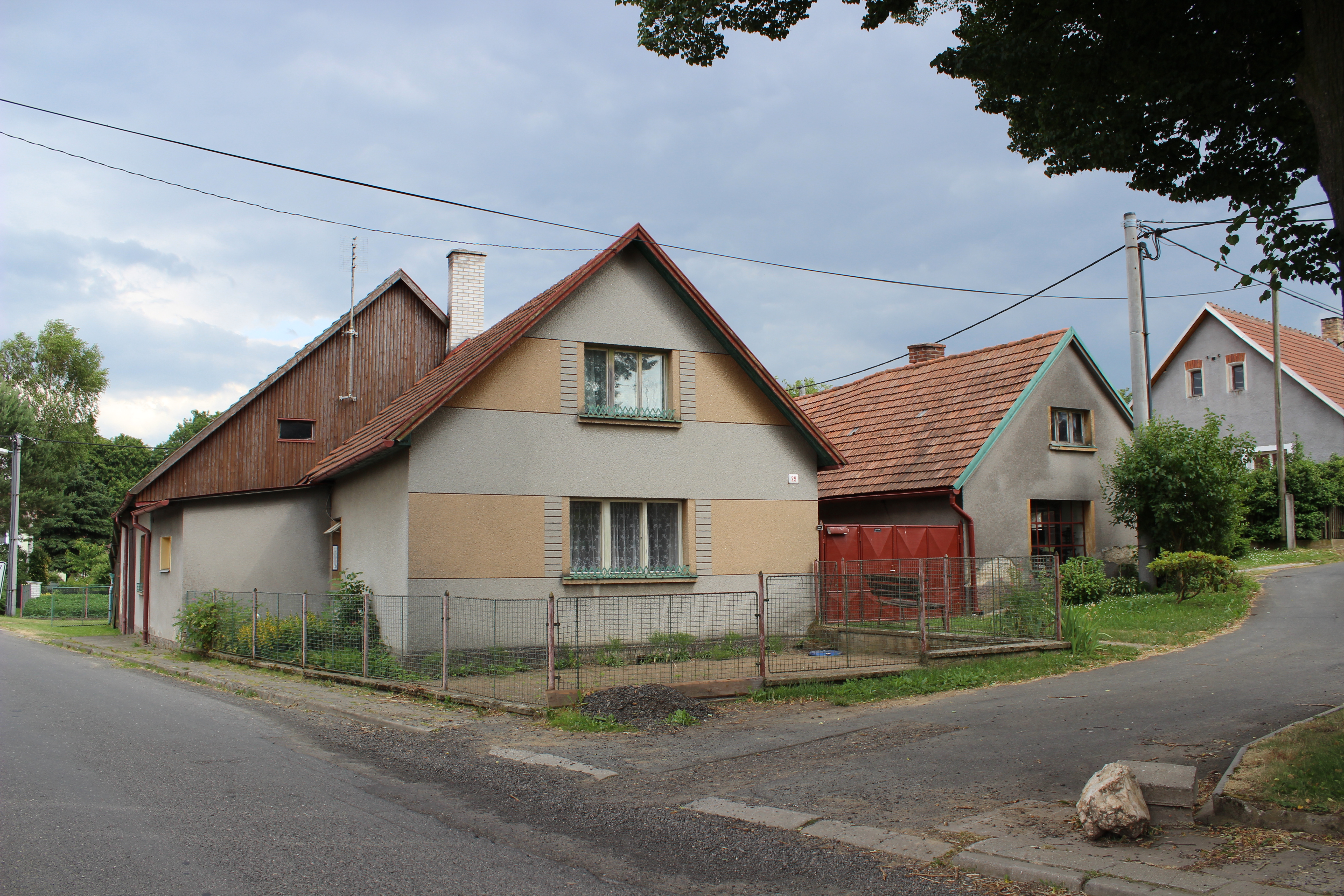
Huizen in het dorp (2014)
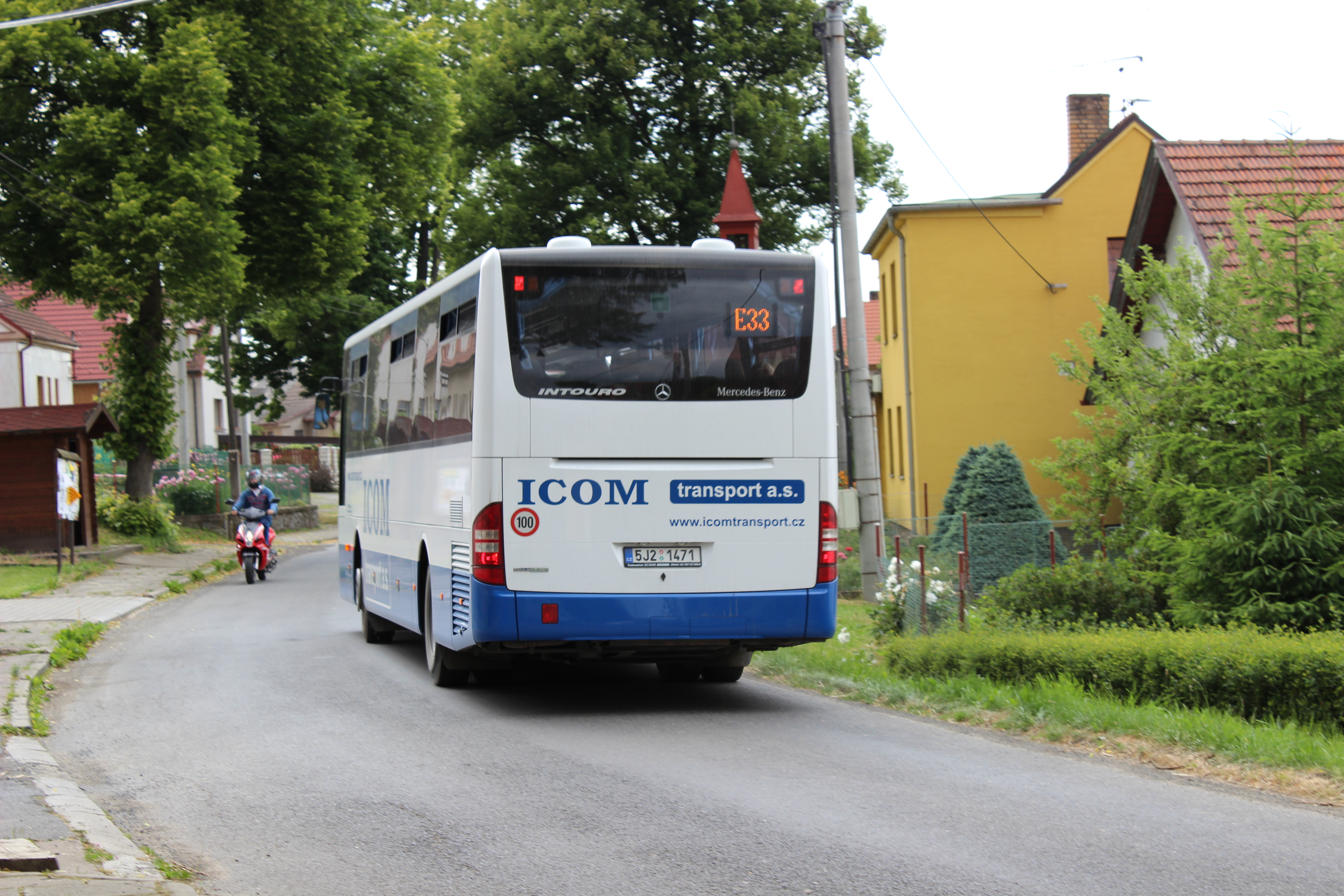
Bus in het dorp (2014)